# Universidad Central del Caribe
La Universidad Central del Caribe (UCC) es una universidad privada y sin ánimo de lucro ubicada actualmente en el municipio de Bayamon, Puerto Rico. Esta universidad ofrece estudios de licenciado y certificaciones profesionales en las ciencias de salud. Fue fundada en 1976 en el municipio de Cayey, como la Escuela de Medicina de Cayey. Luego se convirtió en la Universidad Central del Caribe en 1978 y en 1990 mudaron todas sus instalaciones a un campus en las cercanías del Hospital Universitario en Bayamón Dr. Ramón Ruiz Arnau.

## Acreditaciones
La Universidad Central Del Caribe está acreditada por las  siguientes organizaciones acreditadoras:
- Accreditation Council for Graduate Medical Education (ACGME)
- Committee on Allied Health Education of the American Medical Association
- Council on Higher Education of Puerto Rico
- Liaison Committee on Medical Education (LCME

Todos los programas han sido autorizados y acreditados por el Consejo de Educación de Puerto Rico (CEPR). 
En el 1989, el CEPR acreditó el programa en Ciencias Biomédicas dentro de la Escuela de Medicina. Este programa ofrece maestrías en Anatomía, Fisiología, Bioquímica, Farmacología, y Microbiología. Por su parte, el programa que conduce al grado de Doctor en Medicina está acreditado por el Comité de Enlace en Educación Médica (LCME).  

## Campus
En 1984, la Universidad empezó una relación contractual con la facilidad de hospital del gobierno en Bayamón. A raíz de este arreglo, se designó el Hospital Dr. Ramón Ruiz Arnau como el Hospital Universitario de la UCC. Desde septiembre de 1990, todo las instalaciones Universitarias han sido integradas a un campus en las tierras del Dr. Ramón Ruiz Arnau Hospital Universitario en la ciudad de Bayamón. En noviembre de 2018, la UCC llegó a un acuerdo para arrendar el Hospital Universitario.

## Alumnado
Durante su historia, la Universidad Central del Caribe ha servido dos tipos de poblaciones estudiantiles. Una son los adultos jóvenes que persiguen grados graduados y profesionales y otra son personas buscando completar estudios universitarios. Actualmente, estos dos grupos comprenden la mayoría de la dedicación del cuerpo estudiantil.